# Dicomano
Dicomano és un comune (municipi) de la ciutat metropolitana de Florència, a la regió italiana de la Toscana, situat uns 25 km al nord-est de Florència. L'1 de gener de 2018 tenia 5.517 habitants.
Dicomano limita amb els municipis de Londa, Rufina, San Godenzo i Vicchio.